# Srednji Vrh (gmina Dobrova-Polhov Gradec)
Srednji Vrh – wieś w Słowenii, w gminie Dobrova-Polhov Gradec. W 2018 roku liczyła 94 mieszkańców.